# Kurt Trampedach
Kurt Henning Trampedach (Hillerød, 13 maggio 1943 – Sare, 12 novembre 2013) è stato un pittore, scultore e artista grafico danese.

## Biografia
Figlio di un tipografo, Trampedach è nato e cresciuto nella città di Hillerød, in Zelanda, molto conosciuta in Danimarca per il magnifico Castello di Frederiksborg, che spesso figura nei dipinti dell'Era d'Oro danese e che ad oggi ospita il museo di storia naturale.
Comunque non furono i dipinti nazionali ad interessare il giovane Trampedach. Dopo aver completato il suo apprendistato artistico, nel 1963 fu ammesso all'Accademia Reale Danese delle Belle Arti a Copenaghen. Qui studiò fino al 1969 sotto l'influenza di altri due pittori e grafici danesi: il professor Dan Sterup-Hansen (1918-1995) e Søren Hjorth Nielsen (1901-1983).
Trampedach fece la sua prima apparizione come principiante nel 1962 nel Kunstnernes Efteråsudstilling e molto presto scoprì i suoi soggetti preferiti, autoritratti e dipinti figurativi - iniziando con il suo stesso viso e le figure di Rembrandt e Goya. Trampedach fu anche affascinato dagli artisti della tradizione nordica più recente come il pittore danese Vilhelm Hammershøi ed il norvegese Edvard Munch.
Gradualmente la sua attenzione fu spinta verso gli artisti stranieri contemporanei come lo svizzero Alberto Giacometti, i cui lavori furono esposti al Louisiana Museum of Modern Art nel 1965, come anche l'inglese Francis Bacon e gli americani George Segal e Edvard Kienholz.
Kurt Trampedach fu dall'inizio un solitario ispirato dai lavori degli altri ma che anche usava la sua intuizione artistica per formare un idioma completamente personale.
Trampedach ha vissuto e lavorato in Francia fino alla morte, avvenuta nel 2013 all'età di 70 anni nella sua abitazione sui Pirenei.

## Documentari
- Manden på bjerget di Sten Baadsgaard (1995)
- Seks en halv dag med Kurt Trampedach di Jesper Grand (2003)